# Telebasis celiovallei
Telebasis celiovallei là một loài chuồn chuồn kim trong họ Coenagrionidae.
Telebasis celiovallei được miêu tả khoa học năm 2010 bởi Machado.